# Каменар (Бургасская область)
Каменар (болг. Каменар) — село в Болгарии. Находится в Бургасской области, входит в общину Поморие. Население составляет 389 человек.

## Политическая ситуация
В местном кметстве Каменар, в состав которого входит Каменар, должность кмета (старосты) исполняет Петко Георгиев Петков (Граждане за европейское развитие Болгарии (ГЕРБ)) по результатам выборов правления кметства.
Кмет (мэр) общины Поморие — Петыр Георгиев Златанов (независимый) по результатам выборов в правление общины.